# Hansan
Hansan eller Hanseförbundet var ett förbund av främst tyska eller tyskdominerade städer, som från mitten av 1100-talet till mitten av 1600-talet med väpnat våld upprätthöll ett monopol på stora delar av handeln i Nord- och Östersjön.
Under medeltiden växte de nordtyska städernas inflytande i den europeiska handeln. I vidare mening inkluderar hansa även stadsförbundet Hansans föregångare, ofta kallad "köpmanshansan", som i själva verket var flera olika handelsförbund eller "hansor", från 1100-talet till "stadshansans" bildande på 1300-talet.
Hansan omfattade som mest nästan 100 städer, av vilka Lübeck var den ledande. Tre olika huvudgrupper (drittlar) av städer formades till en början inom Hansan. Dessa var köpmannaorganisationen Gotlandsfarargille under Visbys ledning, städerna från Rhenlandet och Westfalen samt Lübeck. Hansans betydelse upphörde under 1600-talet, då världshandeln, som en följd av de geografiska upptäckterna, tog andra vägar.

## Etymologi
Ordet hansa förekommer redan i Wulfilas gotiska bibelöversättning och i forntyskan i betydelsen skara, hop, särskilt krigarfölje, och i angelsaxiskan, under formen hos, i  betydelsen sluten förening. I Sydtyskland påträffas formen hans, hanse redan år 799 i betydelsen förening av köpmän, gille, varav hansgraf, handelsgrefve, och hanshus, som under första hälften av 1100-talet användes i England i betydelsen gille. Detta germanska ord har lånats till finsk-ugriska språk och ligger exempelvis till grund för finska kansa, som betyder folk.
Namnet på förbundet kommer från den äldre högtyskans Hansa, som betyder "grupp", "klunga", "följe" eller "skara".

## Historik

### Grundande och uppbyggnad

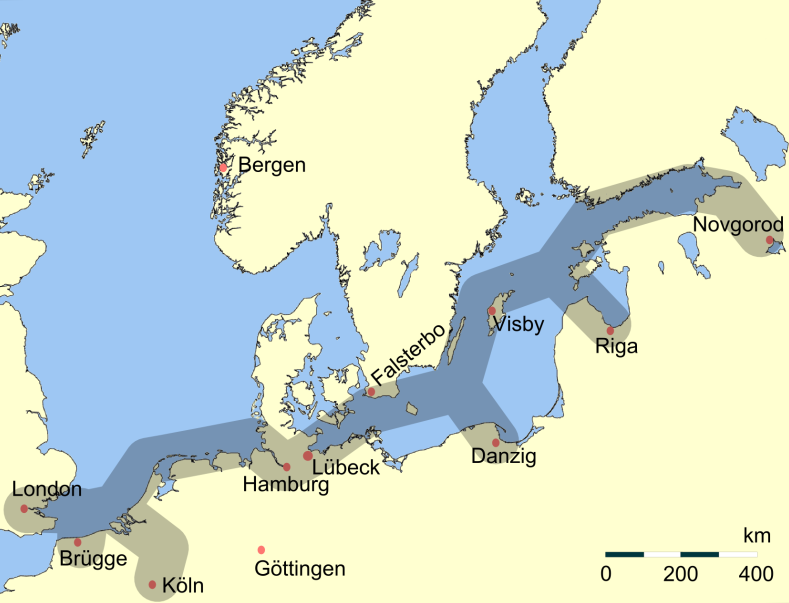
Hansans handelsrutter.

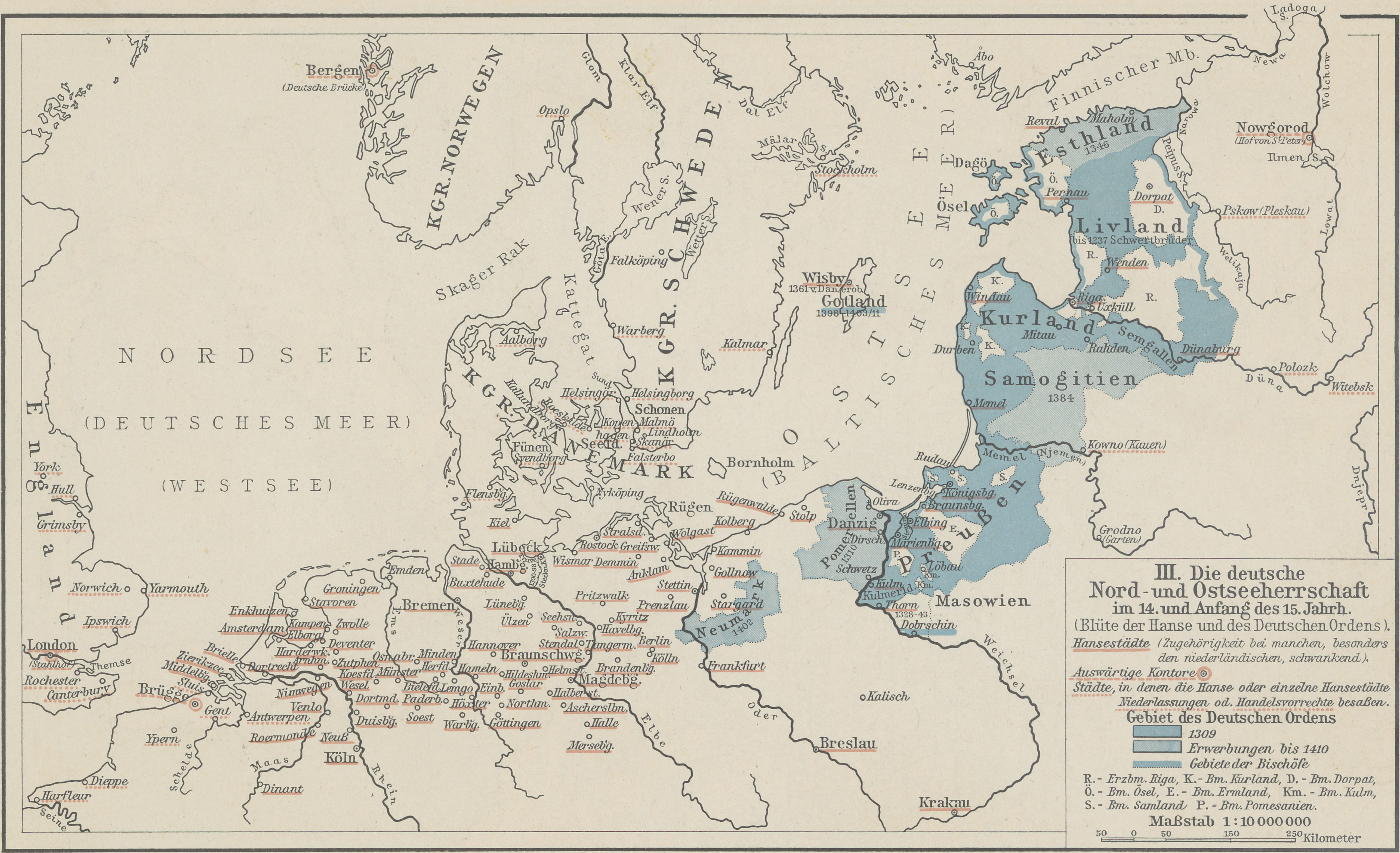
Hansan och Tyska orden under 1300-talet och början av 1400-talet. Städer anslutna till Hansan är understrukna i rött.

Hansan växte först fram i Tyskland, i områdena kring floderna Rhen, Weser och Elbe. Till en början bestod den av flera enskilda intresseorganisationer för olika grupper av köpmän, som erbjöd varandra skydd längs farofyllda transportvägar och stödde varandras handel. De tyska köpmännen övertog på 1000-talet det danska köpmansgillet Sankt Clemens i London. Då staden Lübeck grundades 1143 kom det att innebära en snabb expansion av den tyska handeln på Östersjön. Det är okänt när de första gillena bildades men åtminstone 1157 fanns ett sådant bland de tyska köpmännen i London då de slöt ett avtal med Henrik II, kort därpå slöts liknande avtal med Novgorod och Gotland. År 1161 slöt Norge ett handelsavtal med Lübeck.
Under början av 1200-talet drog hanseköpmännen fördel av Tyska ordens expansion i Baltikum och knöt till sig vitryska och litauiska områden i sitt handelsnät. År 1227 slöt man handelsavtal med fursten av Smolensk och redan vid mitten av 1200-talet fanns ett dussintal städer med lybsk rätt i Östersjöområdet, däribland Reval, Wismar, Rostock, Stralsund, Greifswald, Kolberg, Danzig och Elbing. Riga grundades 1201 med gotländskt myntsystem och lag efter gotländsk rätt, men inordnades under denna tid i Hansan. Under det tidiga 1200-talet ökade även antalet tyska köpmän på sillmarknaderna i Skåne. De flesta kom från Lübeck, men även från andra städer som Rostock, Wismar, Stralsund, Greifswald, Stettin och Danzig deltog i handeln. Lübeck kom under hela medeltiden att förbli Hansans centralort i Östersjön. År 1283 slöt sig de vendiska städerna samman i en gemensam organisation under Lübecks ledning.  I det nuvarande Sverige var Visby, Kalmar, Stockholm och Nyköping knutna till Hansaförbundet.

### Expansion
Viktiga för Hansan var även alla dess kontor man inrättade i städer som inte anslutit sig till Hansan, men som ändå var viktiga för dess handel. Inom kontorets område gällde Hansans lagar. Det äldsta kontoret, Petershof, inrättades i Novgorod 1259. Londonkontoret, The Steelyard, växte fram under 1200-talet. Kontoret i Brygge inrättades 1347 och omkring 1360 inrättades kontoret i Bergen, sedan man lyckats konkurrera ut så gott som alla andra utländska handelsmän och helt kontrollera den norska exporten och importen.
Hanseaterna hade grupperat sig i tre olika hansor (drittel), beroende på köpmännens geografiska hemvist: den vendiskt-sachsiska Hansan, den westfalisk-rhenländska ofta i allians med den preussiska Hansan och den livländska-gotländska Hansan först under Visbys senare under Rigas ledning. Den vendisk-pommerska var den mäktigaste med köpmän från Lübeck, Hamburg, Kiel, Lüneburg, Wismar, Rostock, Stralsund och Greifswald. Philippe Dollinger, en av hanseforskningens förgrundsgestalter, uppger att totalt 220 städer på ett eller annat sätt var anknutna till hanseförbundet, antingen som hansestäder, som handelsfaktorier eller genom att hysa ett hanseatiskt kontor. Endast 70-80 städer var dock fullvärdiga hansestäder. Bland medlemmarna fanns en enda enskild person, stormästaren av Tyska Orden. Bland dess städer märks i Östersjön Lübeck, Greifswald, Stralsund, Rostock, Wismar, Stettin, Danzig, Elbing, Thorn, Königsberg, Dorpat, Reval, Riga, Stargard, Visby, samt under en tid även Stockholm och Kalmar. Dessutom Hamburg, Bremen, Kampen, Deventer, Brandenburg an der Havel, Frankfurt an der Oder, Magdeburg, Hildesheim, Braunschweig, Hannover, Soest samt Kraków. Den jordbrukskris som följde i spåren på Digerdöden innebar ett svårt ekonomiskt avbräck för de hanseatiska köpmännen. För att lösa problemen kallades 1356 till den första "Hansedagen" i Lübeck. Hansedagen blev sedan ett återkommande årligt forum, och början till att skapa en större enighet mellan hansestäderna. Det blev också inledningen till att Hansan försökte agera mer tydligt politiskt.
Gotland och Visby spelade en viktig roll i Hansans bildande. Gotländska handelsmän hade varit en viktig länk i handeln mellan Västeuropa redan under vikingatiden. När tyska köpmännen på 1100-talet börjar söka sig till Novgorod blev Gotland en viktig mellanlandningsplats, och uppbyggnaden av handelsnät skedde i samarbete med gotlänningar. Senare under Tyska ordens erövringar i Baltikum blev Gotland en stödjepunkt för korstågen. År 1225 bildade tyskarna en egen församling i staden. Det tyska inflytandet ökade under 1200-talet, och efter ett krig 1288 mellan Visbyborna och övriga gotlänningar, infördes ett system av dubbla borgmästare - en tysk och en gutnisk.

### Hansans höjdpunkt
I hundraårskriget försökte Hansan intervenera, något som visar på Hansans stora makt vid tidpunkten, men samtidigt ledde till en allt starkare negativ inställning från de icke tyska staternas ställning gentemot Hansan. Hansan ingick även en allians med Magnus Eriksson och hans son Håkan Magnusson för att hindra Valdemar Atterdag att bygga upp ett starkt danskt rike, oberoende av Hansan. Till en början gick allt bra för Valdemar, han tog kontrollen över Skåne och erövrade Gotland 1361. Hansestäderna mobiliserade dock, intog Skåne och besatte det viktiga slottet Kärnan i Helsingborg. Vid fredsförhandlingarna i Stralsund 1370 tvingades Valdemar Atterdag till eftergifter gentemot hanseaterna, som bland annat fick Skåne som förläning på 15 år, och alla icke-tyska köpmän uteslöts från sillmarknaden i Skanör-Falsterbo.
Den 11 november 1367 beslöts på en hansedag i Köln att ingå ett stort politiskt förbund, den så kallade Kölnkonfederationen, som hade till uppgift att med vapenmakt skydda städernas privilegier i Danmark. En stor upprustning skedde och de hanseatiska handelsfartyg, som ville komma in i eller ut ur Östersjön, skulle samlas på vissa uppgivna orter och endast efter krigsbefälets anvisningar passera Öresund. All samfärdsel med fienden förbjöds, och i alla städer skulle en utförseltull tas upp. Fred fick inte slutas annat än gemensamt. Den stad, som inte rättade sig efter dessa bestämmelser, skulle på tio år vara utesluten från all samfärdsel med de övriga hansestäderna och förlorade de hanseatiska privilegierna i utlandet. Det förekom ingen opposition bland de städer som inte varit representerade i Köln, utan alla sanktionerade beslutet och fogade sig i det, vilket var en framgång för Lübeck.
Den tyska expansionen i Östersjöområdet nådde sin höjdpunkt omkring år 1400.

### Hansans konkurrenter etableras
Därefter kom flera händelser att innebära svåra motgångar för Hansan. Erik av Pommern förde en tydligt antihanseatisk politik för att befria Norden från det ekonomiska och politiska beroendet av Lübeck. Tyskar berövades viktiga befattningar i städerna och inom produktionen ersattes de med nordbor. 1429 infördes Öresundstullen. Erik kom dock att störtas, och det kom att dröja ytterligare en tid innan Hansans roll i norden kunde brytas. Omkring 1425 övergav sillen sina gamla lekplatser runt Danmarks kuster i Östersjön och flyttade till kustområden utanför Nederländerna. Nederländarna, vars position under en längre tid varit på frammarsch, befann sig under 1430- och 1440-talen i det närmaste i ett konstant krigstillstånd med Hansan. I samband med freden i Utrecht tvingades Hansan att erkänna de nederländska städernas handelsrätt i det Nordiska området. Köln, som aldrig varit helt beroende av Hansan, tjänade under 1400-talet stora pengar på en lönsam handel med icke hanseatiska områden. Det ledde till att staden uteslöts ur förbundet 1471. Detta ledde dock till att flera tyska städer istället slöt handelskontakter med Köln, och att dessa städer kom att utgöra konkurrenter till Hansan. Kristian II gjorde i början av 1500-talet nya försök att skapa en nordisk union oberoende av Hansan, men misslyckades. Han ersattes av Fredrik I av Danmark, som drev en prohanseatisk politik, men redan 1533 bröts pakten med Hansan.  Grevefejden innebar att hansestaterna 1536 förlorade samtliga privilegier på nordiskt område, och därmed var Hansans kontroll över Östersjöhandeln bruten.

### Nedgång och upplösning
Från omkring år 1400 stagnerade Hansan gradvis. Uppdelningen i regionala hansor förstärktes och ledde till splittring.
Under Gustav Vasas befrielsekrig 1521-1523 lyckades Hansan som opposition i en ekonomisk konflikt över handel, gruvindustri och metallindustri i Bergslagen  med Jakob Fugger (tidigt mycket förmögen industriman inom gruv- och metallindustrin på kontinenten) och hans "fientliga affärsövertagningsförsök" av Bergslagen. Fugger var allierad med sina ekonomiskt beroende påve Leo X, Maximilian I (tysk-romersk kejsare) och Christian II i Danmark. Båda sidor gjorde enorma dyra investeringar i väldigt mycket fler inhyrda legosoldater för att vinna kriget. Fugger drog sig senare ur striden 1521 efter att ha förlorat mot Gustav Vasa i Slaget om Västerås (och kontrollen över sjöfarten från Bergslagen). Hansan återställde efter kriget 1523 i allra högsta grad sin makt i Gustav Vasas Sverige och  Fredrik Is Danmark, genom att ha varit på rätt sida och finansierat kriget.
Hansan hamnade dock på fel sida 1536 efter Christian III seger i Grevefejden i Skåne och Danmark med Gustav Vasas Sverige som hans allierade, pengarna var borta, Hansas inflytande i Norden var därmed över. Därefter sågs Hansan endast som en oönskad konkurrent av Danmark och Sverige och Hansan var i praktiken utestängd från dessa länder.
Senare på 1500-talet och 1600-talet tog svenska östersjöimperiet mer kontroll över mycket av Östersjön, där då Hansan stängdes ute. Kontoret i Novgorod hade stängts och Kontoret i Brygge hade självdött. De enskilda städerna som utgjorde Hansan hade också börjat sätta eget intresse framför sina gemensamma hansaintressen. Slutligen hade de tyska prinsarnas politiska auktoritet börjat växa, vilket begränsade köpmännens och hansestädernas oberoende. Den Brittiska och Holländska konkurrensen växte också skarpt i den internationella handeln.
De nya handelsvägar som öppnades med upptäckten av Amerika 1492 och sjövägen till Indien innebar nya handelsvägar, som ytterligare förstärktes i samband med bildandet av ett holländskt ostindiskt kompani 1602. Hansans makt var dock inte bruten. Trettioåriga kriget kom dock att innebära att åtskilliga av de gamla hansestäderna förstördes. Europas stater började nu också införa merkantila system som missgynnade Hansan. År 1666 brann hansekontoret "The Steelyard" ned i samband med Londonbranden. Kontorsmästaren sände en skrivelse till Lübeck med en vädjan om omedelbar ekonomisk hjälp för en återuppbyggnad. Hamburg, Bremen och Lübeck kallade till ett hansedag 1669. Endast ett fåtal städer deltog och de som kom var mycket ovilliga att bidra ekonomiskt till återuppbyggnaden. Detta var den sista hansedagen, och markerar slutpunkten på Hansans historia. Verksamheten fortsatte i liten skala, de tre städerna Hamburg, Bremen och Lübeck kvarstod som sista medlemmarna till nedläggningen 1862, men fortsätter än idag beteckna sig som hansestäder även i det moderna Tyskland vardag. Hansans politiska makt var bruten. Bergens Kontor fortsatte fram till 1754, Bryggen i Bergen är de enda av alla Hansans Kontors byggnader som står kvar.

## Hansans betydelse
Genom Hansan kom hela norra Europa att ingå i ett gemensamt handelsområde. Organiserandet av råd, skråväsende och reglerad handel, liksom byggandet i städerna, kom att prägla utvecklingen och lågsaxiskan blev umgängesspråk i området. Hansan kom också att standardisera handels- och sjörätten.

## Hansan i modern tid
Ett nytt hansaförbund bildades 1980 i Zwolle i Nederländerna. Syftet var att hålla liv i förbundet som en social och kulturell allians, genom att upprätthålla traditioner och uppmuntra utbyte mellan dess medlemmar, för att därigenom nå tätare ekonomiska, kulturella, sociala och nationella band. Förbundet omfattar 185 städer i sexton länder. Medlemskap i förbundet är öppet för alla städer som tillhörde den historiska Hansan, eller som var associerade med den, eller där det fanns ett hansakontor under en längre tid. I Lübeck finns det Europeiska Hansamuseet.

## Organisation
Hansans högsta beslutande organ var hansedagen. I nödfall kunde genomförandet av besluten framtvingas genom böter, uteslutande på viss tid från representationsrätt vid hansedagarna, eller ett fullständigt skiljande från hanseförbundet, vilket innebar förlust av handelsprivilegierna utomlands och av förbundets skydd hemma och borta. Lübecks råd
betraktades som en mellan hansedagarna fungerande administrativ och legislativ kommission, som
representerade förbundet gentemot utlandet och övervakade verkställandet av hansedagarnas
beslut.
Förbundet hade inte några egentliga stadgar, utan endast Kölnkonfederationsakten kan anses som en sådan. Konfederationen hade ursprungligen ingåtts endast på viss tid och det hade flera gånger talats om att den skulle upphävas. Den behölls dock och utgjorde rättesnöret för städernas rättsförhållande till varandra.
Förbundets inkomster utgjordes av tull på in- och utgående varor i såväl hansestäderna som kontoren, i böter samt, vid särskilda tillfällen, beskattning av städerna. Vid krig lämnade de större städerna soldater och krigsfartyg, de mindre vanligen endast pengar.